# Dementia
Dementia é um filme americano de noir, suspense, mistério e terror do ano de 1955, dirigido por John Parker.

## Elenco
- Adrienne Barrett ... A Gamin
- Bruno VeSota ... Homem Rico
- Ben Roseman ... Pai, Enforcer da lei
- Richard Barron ... Um mal
- Ed Hinkle ... Butler
- Lucille Rowland ... Mãe